# Olea laxiflora
Espèce
Classification phylogénétique
Olea laxiflora H. L. Li est une espèce de plantes à fleurs de la famille des Oleaceae et du genre Olea (en langue chinoise translittérée : shu hua mu xi lan). C'est une espèce qui pousse en Chine.

## Description

### Appareil végétatif
Ce sont des buissons touffus ou de petits arbustes de 2,5 m de haut. Les petites branches sont allongées-cylindriques.
Le pétiole mesure 1 à 1,5 cm. Le limbe des feuilles est  elliptique-oblong, de 9 à 13 par 2,5 à 4 cm, coriaces, densément tachetées avec des écailles peltées, la base cunéiforme, la marge entière, le sommet est caudato-acuminé avec un acumen de 2 cm. Les nervures primaires sont au nombre de 8 à 12 de part et d'autre de la nervure centrale, un peu déprimée abaxialement, saillante adaxialement.

### Appareil reproducteur

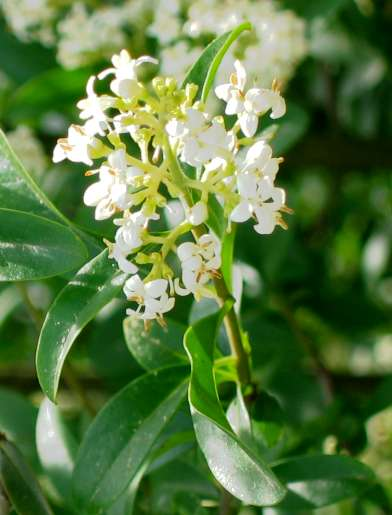
Inflorescence d'Oleacée en panicule.

Les inflorescences sont des panicules axillaires, les fleurs staminées sont fines, 4 à 7 cm avec un pédicelle de 6 à 10 mm. Le calice mesure 1 à 1,5 mm, les lobes sont ciliés, la corolle est blanche, de 3 à 3,5 mm, les lobes ovales-orbiculaires de 1 mm. Les fleurs bisexuées et les fruits n'ont pas été vus. La floraison est en novembre.

### Répartition géographique et habitat
L'espèce se rencontre en Chine dans le Yunnan.
On la trouve dans des bois mixtes, entre 1600 à 2200 m.

## Utilisations
C'est un arbuste décoratif.
Cette espèce intéresse les créateurs de bonsaïs.

## Sources
Pour des articles plus généraux, voir Oleaceae et Olea.